# Çakırbeyli, Koçarlı
Çakırbeyli là một xã thuộc huyện Koçarlı, tỉnh Aydın, Thổ Nhĩ Kỳ. Dân số thời điểm năm 2010 là 622 người.